# All Mixed Up (film 1914)
All Mixed Up è un cortometraggio muto del 1914. Il film, sceneggiato da Harry Jackson, non riporta nei credit il nome del regista.

## Produzione
Il film fu prodotto dalla Selig Polyscope Company.

## Distribuzione
Distribuito dalla General Film Company, il film - un cortometraggio di 180 metri - uscì nelle sale cinematografiche statunitensi il 10 aprile 1914. Nelle proiezioni, veniva programmato con il sistema dello split reel, accorpato in un'unica bobina con un altro cortometraggio prodotto dalla Selig, la commedia Red Head Introduces Herself.